# Fegley Glacier
Fegley Glacier är en glaciär i Antarktis. Den ligger i Östantarktis. Nya Zeeland gör anspråk på området. Fegley Glacier ligger 364 meter över havet.
Terrängen runt Fegley Glacier är kuperad åt sydost, men åt nordväst är den bergig. Trakten är obefolkad. Det finns inga samhällen i närheten.